# Юсуф ибн Абд ар-Рахман аль-Фихри
Юсуф ибн Абд ар-Рахман аль-Фихри (араб. يوسف بن عبد الرحمن الفهري‎; ок. 691 — 756) — последний вали Аль-Андалуса в 747—756 годах.

## Биография
Юсуф происходил из арабского рода из Медины. Сын арабского воина Абд-ар-Рахмана ибн Аби-Хабиб ибн аль-Фихри, что был правнуком Укбы ибн Нафи, покорителя Ифрикии. Первые сведения о Юсуфе относятся к 710-х годов, когда он находился в Ифрикии. Вероятно, в 728 году перебрался в Аль-Андалус.
После поражения при Пуатье в 732 году Юсуф получил должность вали Арбуны (Нарбона) и фактически всей Септимании. На этом посту пытался покорить соседние христианские земли: в 732—734 годах разорил область Нижней Роны. 734 года в союзе с дуксом Прованса Мавронтом захватил Авиньон. В 735 году захватил и разорил город Арль.
Однако в 737 году владения арабов подверглись нападению со стороны франков во главе с Карлом Мартеллом. Юсуф обратился за помощью к вали Укбе ибн аль-Хаджаи, который направил войска во главе с Амиром аль-Айлетом. Того же года принимал участие в сражении на реке Берр, где арабо-берберское войско потерпело поражение от франков.
В 740 году Юсуф был заменён на посту вали Арборна Абд-ар-Рахманом ибн-Алькамом. В 746 году стал помощником вали Туваба ибн-Салама аль-Гудами, при котором имел значительное влияние на управление Аль-Андалусом.
В январе 747 году, воспользовавшись борьбой за власть между различными группами мусульман, Юсуф ибн Абд-ар-Рахман сумел добиться должности вали, нанеся поражение в битве при Секунде Абу аль-Хаттару. При этом не получил подтверждения со стороны халифа Марвана II. В это время началось шиитское восстание, к которому присоединились Аббасиды. Юсуф попытался уладить конфликты между йеменскими и сирийскими арабами, а также берберами. Между ними было заключено соглашение, что обеспечило мир в Аль-Андалусе и стабильную власть вали (который фактически стал маликом — властителем).
В 749 году, утверждая свою власть, Юсуф победил вали Сарагосы Ас-Сумайла ибн Хатим аль-Килаби, что сделало его фактически независимым. Ас-Сумайла вынужден был подчиниться, но готовил новое восстание.
По приказу Юсуфа была проведена новая перепись населения, по итогам которой введена новая система налогов. В 750 году, после свержения халифа Марвана II, Юсуф стал совершенно независимым правителем Аль-Андалуса. Одновременно начал войны с Астурийским королевством. С 753 войска мусульман потерпели ряд поражений от короля Альфонса I, потеряв Кантабрию и область вокруг города Леон.
В ответ 755 года Юсуф захватил Памлону, начав кампанию против восставших басков. Однако в это время началось восстание в Сарагосе во главе с Ас-Сумайлой. Поэтому вали вынужден повернуть на юг, не преодолев басков. В то же время на южном побережье Пиренейского полуострова высадился Абд ар-Рахман ибн Муавия, который занял Малагу и Севилью. К нему присоединились йеменские подразделения, а сирийские арабы и берберы сохранили верность Юсуфу.
Сначала Юсуф пытался наладить мирное сосуществование с Абд ар-Рахманом, но последний отказался. В 756 году Юсуф потерял Кордову. В мае того же года в битве при Мусарах вали потерпел поражение, спасшись бегством. Прибыв в Толедо, Юсуф стал готовить новое войско. Затем занял Мериду, но попытка отвоевать Севилью оказалась неудачной и Юсуф снова вернулся в Толедо. Здесь он был убит воинами из окружения, которые перешли на сторону Абд ар-Рахмана.